# Mike Jordan
Michael-Hakim Jordan, detto Mike (Filadelfia, 24 giugno 1977), è un ex cestista e allenatore di pallacanestro statunitense.

## Palmarès

### Giocatore
- Campionato tedesco: 1

Cologne 99ers: 2005-06
- Campionato belga: 1

Spirou Charleroi: 2007-08